# Leis Pontevedra Fútbol Sala
Il Leis Pontevedra Fútbol Sala è una squadra spagnola di calcio a 5 con sede a Pontevedra.

## Storia
Fondata nel 1980, la formazione galiziana fu promossa in División de Honor al termine della stagione 2006-07, dopo aver superato il Manacor nei play-off di División de Plata. L'impatto con la massima serie fu, tuttavia, negativo: il Leis Pontevedra concluse la stagione regolare all'ultimo posto, retrocedendo immediatamente.